# Liste de routes au Kazakhstan
Le Kazakhstan compte quatre autoroutes internationales et 36 autoroutes nationales.

## Codification
Les autoroutes d'importance nationale sont classés en trois groupes:
- М – autoroutes internationales;
- A – autoroutes militairement stratégiques entre les principaux centres administratifs, culturels et économiques du Kazakhstan et avec les pays voisins
- R (Cyrillique Р) – autres routes (régionales) d'importance nationale

## Routes internationales
Les numéros des routes sont hérités des numéros de l'URSS.
| Route | Nom | tracé | Parcours                                                            | Longueur (Km) |
| ----- | --- | ----- | ------------------------------------------------------------------- | ------------- |
|       | M32 |       | M32 (Russie) - Frontière – Oural – Aktioubé – Kyzylorda – Chimkent  | 2 029         |
|       | M36 |       | M36 (Russie) - Frontière – Kostanaï – Astana – Karaganda – Almaty   | 2 032         |
|       | M38 |       | M38 (Russie) - Frontière – Pavlodar – Semey – Maikapschagai – Chine | 1 099         |
|       | M51 |       | M51 (Russie) - Frontière– Petropavl – Russie                        | 220           |

## Code
| Région/Ville             | ancien code | Nouveau code |
| ------------------------ | ----------- | ------------ |
| Almaty                   | A           | 02           |
| Oblys d'Almaty           | B           | 05           |
| Astana                   | Z           | 01           |
| Oblys d'Akmola           | C           | 03           |
| Oblys d'Aktioubé         | D           | 04           |
| Oblys d'Atyraou          | E           | 06           |
| Oblys de Manguistaou     | R           | 12           |
| Kazakhstan-Septentrional | T           | 15           |
| Kazakhstan-Oriental      | F           | 16           |
| Oblys de Pavlodar        | S           | 14           |
| Oblys de Karaganda       | M           | 09           |
| Oblys de Kostanaï        | P           | 10           |
| Oblys de Kyzylorda       | N           | 11           |
| Oblys de Djamboul        | H           | 08           |
| Kazakhstan-Méridional    | X           | 13           |
| Kazakhstan-Occidental    | L           | 07           |